# USS F-1
Lo USS F-1 (SS-20), la nave ammiraglia della sua classe di sottomarini della US Navy, era originariamente chiamato Carp, diventando così la prima nave della Marina degli Stati Uniti a portare il nome del pesce.

## Storia

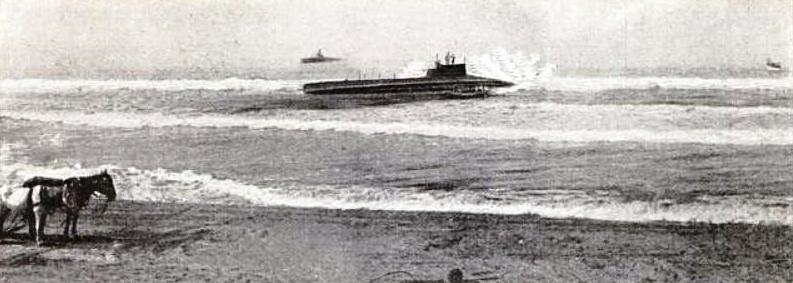
Il F-1 arenatosi alla fine del 1912 dopo aver perso l'ormeggio.

La chiglia del sommergibile Carp (SS-20) fu impostata presso il cantiere navale Union Iron Works di San Francisco, California, il 23 agosto 1909. Fu varato il 6 settembre 1911 avendo come madrina la signorina Josephine Tynan. Venne ribattezzato F-1 il 17 novembre 1911 ed entrò in servizio il 19 giugno 1912. Il costo del sommergibile era stato di 600.000 dollari.
L'unità fu assegnata al First Submarine Group, Pacific Torpedo Flotilla, della Pacific Fleet ed operò nell'area di San Francisco per prove e collaudi fino all'11 gennaio 1913, quando si unì alla flottiglia per l'addestramento in mare tra San Diego e la base per sommergibili di San Pedro.
Verso la fine del 1912, il F-1, che deteneva il record mondiale di immersione profonda, essendo sceso a 283 piedi (86 m), scivolò dall'ormeggio a Port Watsonville nella baia di Monterey e si arenò su una spiaggia vicina. Mentre la maggior parte dell'equipaggio di diciassette persone fu evacuata in sicurezza, due uomini morirono nell'incidente.
Dal 21 luglio 1914 al 14 novembre 1915, la flottiglia fu di stanza a Honolulu, nella base per sommergibili di Pearl Harbor, per operazioni di protezione nelle isole Hawaii.
Il F-1 rimase fuori servizio attivo dal 15 marzo 1916 al 13 giugno 1917. Quando ritornò in servizio, operò nella Patrol Force del Pacifico, effettuando missioni in superficie e in immersione per continuare il suo ruolo nello sviluppo delle tattiche sottomarine. La sua base durante questo periodo era San Pedro, in California. Il 17 dicembre 1917, durante le esercitazioni al largo di Point Loma, California, il F-1 e il F-3, mentre manovravano all'interno di un banco di nebbia, entrarono in collisione,. Sul lato di babordo si aprì una falla a prua della sala macchine e il F-1 affondò in dieci secondi. Diciannove membri dell'equipaggio persero la vita; i restanti cinque, tra cui il comandante Alfred Eugene Montgomery, furono salvati dai sottomarini F-2 ed F-3 con cui stava operando.
Il F-1 affondò sul fondale marino a oltre 1300 piedi (400 m) di profondità, dove fu riscoperto nel 2025 dai ricercatori del Woods Hole Oceanographic Institution, che lo trovarono "straordinariamente intatto" sul suo lato di dritta.